# Quận Onslow, North Carolina
Quận Onslow là một quận nằm ở tiểu bang Bắc Carolina. Quận này thuộc vùng đô thị Jacksonville, Bắc Carolina. Tại thời điểm năm 2006, quận có dân số 150.673 người, Quận lỵ đóng ở Jacksonville6.

## Địa lý
Theo Cục điều tra dân số Hoa Kỳ, quận có tổng diện tích 909 dặm Anh vuông (2.353 km²), trong đó, 767 dặm Anh vuông (1.986 km²) là diện tích đất và 142 dặm Anh vuông (367 km²) trong tổng diện tích (15,60%) là diện tích mặt nước.

### Các thị trấn
Quận được chia thành 5 xã: Jacksonville, Richlands, Sneads Ferry, Swansboro, và White Oak.

### Các quận giáp ranh
- Quận Jones, Bắc Carolina - Bắc
- Quận Carteret, Bắc Carolina - Đông
- Quận Pender, Bắc Carolina - Tây nam
- Quận Duplin, Bắc Carolina - Tây bắc

## Thông tin nhân khẩu
Theo cuộc điều tra dân số2 tiến hành năm 2000, quận này có dân số 150.355 người, 48.122 hộ, và 36.572 gia đình sinh sống trong quận này. Mật độ dân số là 196 người trên mỗi dặm Anh vuông (76/km²). Đã có 55.726 đơn vị nhà ở với một mật độ bình quân là 73 trên mỗi dặm Anh vuông (28/km²).  Cơ cấu chủng tộc của dân cư sinh sống tại quận này gồm 72,06% người da trắng, 18,48% người da đen hoặc người Mỹ gốc Phi, 0,74% người thổ dân châu Mỹ, 1,68% người gốc châu Á, 0,19% người các đảo Thái Bình Dương, 3,62% từ các chủng tộc khác, và 3,22% từ hai hay nhiều chủng tộc.  7,25% dân số là người Hispanic hoặc người Latin thuộc bất cứ chủng tộc nào.
Có 48,122 hộ trong đó có 42,60% có con cái dưới tuổi 18 sống chung với họ, 61,00% là những cặp kết hôn sinh sống với nhau, 11,60% có một chủ hộ là nữ không có chồng sống cùng, và 24,00% là không gia đình. 18,60% trong tất cả các hộ gồm các cá nhân và 5,20% có người sinh sống một mình và có độ tuổi 65 tuổi hay già hơn.  Quy mô trung bình của hộ là 2,72 còn quy mô trung bình của gia đình là 3,09,
Phân bố độ tuổi của cư dân sinh sống trong huyện là 26,20% dưới độ tuổi 18, 23,80% từ 18 đến 24, 29,20% từ 25 đến 44, 14,40% từ 45 đến 64, và 6,30% người có độ tuổi 65 tuổi hay già hơn.  Độ tuổi trung bình là 25 tuổi. Cứ mỗi 100 nữ giới thì có 123,20 nam giới. Cứ mỗi 100 nữ giới có độ tuổi 18 và lớn hơn thì, có 131,30 nam giới.
Thu nhập bình quân của một hộ ở quận này là $33.756, và thu nhập bình quân của một gia đình ở quận này là $36.692, Nam giới có thu nhập bình quân $22.061 so với mức thu nhập $20.094 đối với nữ giới. Thu nhập bình quân đầu người của quận là $14.853, Khoảng 10,80% gia đình và 12,90% dân số sống dưới ngưỡng nghèo, bao gồm 16,70% những người có độ tuổi 18 và 14,70% là những người 65 tuổi hoặc già hơn.
Vào năm 2010 quận Onslow đứng thứ 100 trong danh sách 100 quận bảo tồn môi trường nhiều nhất nước Mỹ của The Daily Caller.

## Thành phố và thị trấn
- Half Moon
- Holly Ridge
- Jacksonville
- North Topsail Beach
- Piney Green
- Pumpkin Center
- Richlands
- Sneads Ferry
- Swansboro